# Градус Реомюра
Гра́дус Реомю́ра (°R, °Ré) — единица измерения температуры, в которой температуры замерзания и кипения воды приняты за 0 и 80 градусов, соответственно. Предложен в 1730 году Р. А. Реомюром. 
По ожиданиям Реомюра спирт расширяется приблизительно на 8 % (на 8,4 % по расчёту: коэффициент расширения спирта 0,00108 К−1) при нагреве от температуры таяния льда до температуры кипения (≈78 градусов Цельсия). Поэтому эту температуру Реомюр установил как 80 градусов на своей шкале, на которой одному градусу соответствовало расширение спирта на 1 тысячную, а ноль шкалы был выбран как температура замерзания воды. Однако из-за того, что в качестве жидкости в те времена использовался не только спирт, но и различные его водные растворы, то многими изготовителями и пользователями термометров ошибочно считалось, что 80 градусов Реомюра — это температура кипения воды. И после повсеместного внедрения ртути в качестве жидкости для термометров, а также появления и распространения шкалы Цельсия, к концу XVIII века шкала Реомюра была переопределена таким образом окончательно. Из равенства 100 градусов Цельсия = 80 градусов Реомюра получается 1 °C = 0,8 °Ré (соответственно 1 °Ré = 1,25 °C). Хотя на самом деле на оригинальной шкале Реомюра должно быть 1 °Ré = 0,926 °C. Ещё при жизни Реомюра были проведены измерения точки кипения воды в градусах его шкалы (но со спиртовым термометром — это было невозможно). Жан Тийе в присутствии Жана-Антуана Нолле получил значение 85. Но все последующие измерения дали величины от 100 до 110 градусов. Если использовать вышеупомянутые современные данные, то для точки кипения воды в градусах Реомюра получается значение 108. (В 1772 году во Франции в качестве стандартной была принята температура кипения воды, равная 110 градусам Реомюра.) На сегодняшний день градус Реомюра почти не используют.